# Pseudoclodia guttata
Pseudoclodia guttata är en skalbaggsart som först beskrevs av Aurivillius 1927.  Pseudoclodia guttata ingår i släktet Pseudoclodia och familjen långhorningar.
Artens utbredningsområde är Filippinerna. Inga underarter finns listade i Catalogue of Life.